# Gerow-Pass
Der Gerow-Pass (bulgarisch Геров проход Gerow prochod) ist ein 400 m hoher Gebirgspass auf der Livingston-Insel im Archipel der Südlichen Shetlandinseln. Im Friesland Ridge der Tangra Mountains liegt er 1,6 km südsüdöstlich des Pleven Saddle und wird ostnordöstlich durch den Shumen Peak sowie westsüdwestlich durch den Gabrovo Knoll begrenzt. Er stellt den Überlandweg zwischen dem Charity-Gletscher im Nordwesten und dem Tarnowo-Piedmont-Gletscher im Süden dar.
Bulgarische Wissenschaftler kartierten ihn zwischen 2004 und 2005. Die bulgarische Kommission für Antarktische Geographische Namen benannte ihn 2006 nach dem bulgarischen Linguisten Najden Gerow (1823–1900).